# Bouafles
 Bouafles  là một xã thuộc tỉnh Eure trong vùng Normandie miền bắc nước Pháp.